# Epizeuxis undulalis
Epizeuxis undulalis là một loài bướm đêm trong họ Noctuidae.